# Tamo daleko

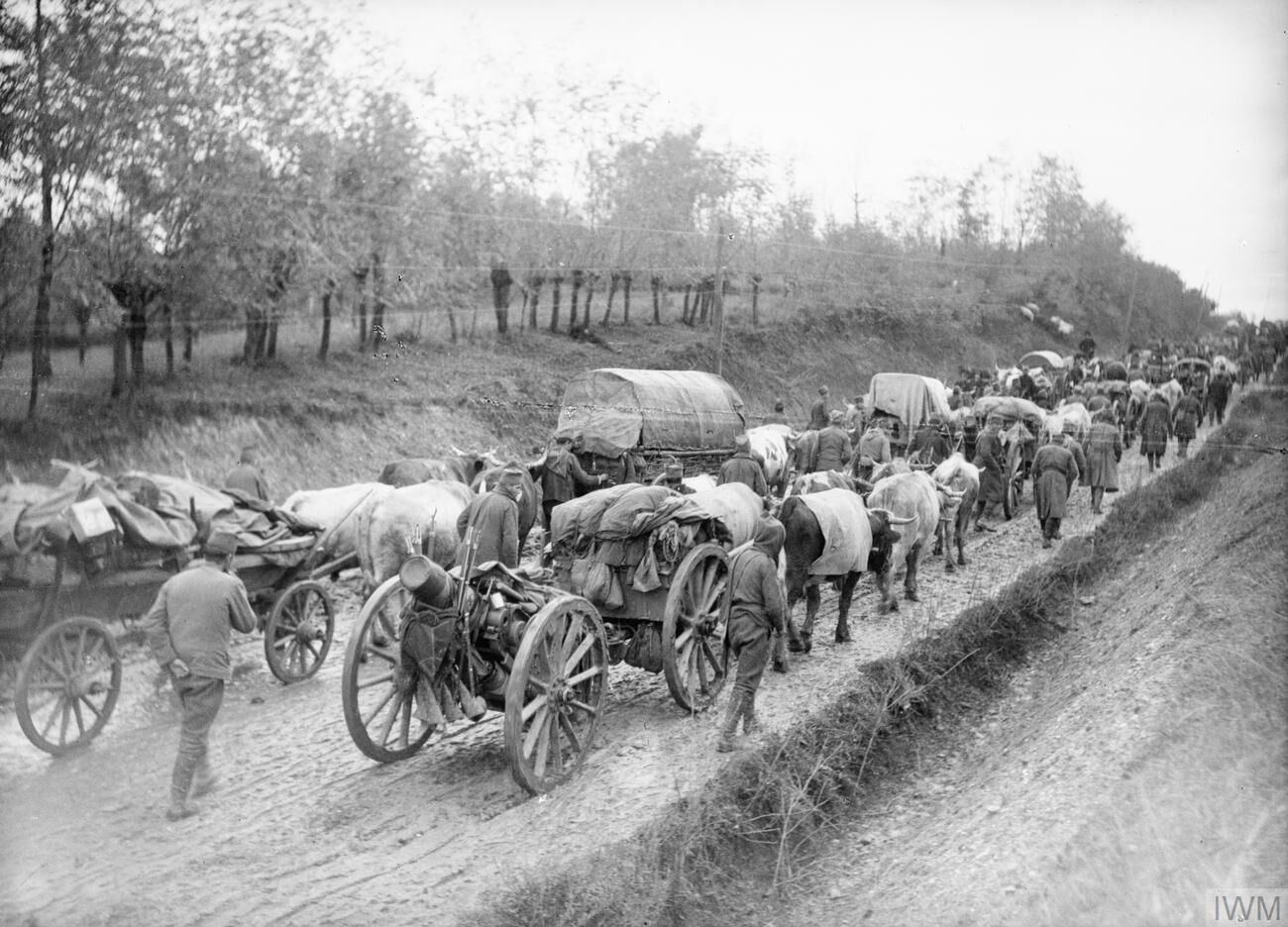
Soldații sârbi în retragere prin satele albaneze în iarna anului 1915.

Tamo daleko este un cântec popular sârbesc care a fost compus pe insula grecească Corfu, în 1916, pentru a comemora retragerea Armatei sârbe prin Albania în timpul Primului Război Mondial. Acesta începe solemn într-o cheie minoră și simbolizează speranța. Există mai multe variante ale cântecului, toate terminându-se cu versul „trăiască Serbia!”
Cântecul a devenit foarte popular printre emigranții sârbi după Primul Război Mondial și a fost interpretat la înmormântarea inventatorului sârb Nikola Tesla în ianuarie 1943. Un simbol al culturii și al identității naționale sârbești, a ajuns să fie privit ca o formă de imn național în diaspora sârbă în timpul Războiului Rece, iar unele dintre versurile sale au fost interzise, alături de mai multe alte melodii în Iugoslavia lui Tito, pentru că evocau renașterea sentimentului naționalist sârb. Identitatea compozitorului a rămas subiect de dispută timp de mai multe decenii. În 2008, istoricul Ranko Jakovljević a descoperit că Đorđe Marinković, un muzician amator din satul Korbovo lângă Kladovo, a fost cel care a compus muzica și versurile cântecului în 1916, înregistrând drepturile sale de autor în Paris în 1922. Acesta a trăit în obscuritate până la moartea sa, în 1977. Piesa rămâne populară în rândul sârbilor din Balcani și diaspora. Au fost înregistrate mai multe variante moderne ale cântecului, cea mai cunoscută fiind cea a muzicianului Goran Bregović.